# Sean Lamont
Sean Lamont (ur. 15 stycznia 1981 w Perth) – szkocki rugbysta występujący na pozycji skrzydłowego ataku w Scarlets, a także w szkockiej drużynie narodowej. Jego młodszy brat, Rory Lamont, również reprezentuje Szkocję.
Lamont rozpoczynał profesjonalną karierę w klubie z Rotherham. W 2003 przeniósł się do Glasgow Warriors, gdzie w swoim pierwszym sezonie został uznany graczem roku. Następnie przeniósł się do Northampton Saints. Spędził tam 4 lata. W 2009 podpisał kontrakt z zespołem Scarlets występującym w Magners League.
Był członkiem szkockiej reprezentacji, która wystąpiła w turnieju rugby 7 na Igrzyskach Wspólnoty Narodów 2002. W piętnastoosobowej drużynie narodowej debiutował 4 czerwca 2004 w meczu z Samoa w Wellington. W Pucharze Sześciu Narodów debiutował w 2005. W 2006 zdobył dwa przyłożenia w meczu z Francją na Murrayfield, przyczyniając się do zwycięstwa Szkotów 20–16. Rok później odebrał nagrodę za tytuł najlepszego szkockiego zawodnika (The Famous Grouse Scotland Player of the Season), pokonując Chrisa Patersona, Simona Taylora i Kelly’ego Browna.
Wystąpił w czterech meczach zarówno Pucharu Świata w 2007, jak i 2011.
Jest żonaty, ma dwóch synów.